# (28878) Segner
(28878) Segner  es un asteroide perteneciente al cinturón de asteroides, descubierto el 26 de mayo de 2000 por Peter Kušnirák desde el Observatorio de Ondřejov, en República Checa.

## Designación y nombre
Segner se designó inicialmente como 2000 KL41.
Más adelante fue nombrado en honor al científico húngaro Johann Andreas Segner (1704-1777).

## Características orbitales
Segner orbita a una distancia media del Sol de 2,5807 ua, pudiendo acercarse hasta 2,0792 ua y alejarse hasta 3,0821 ua. Tiene una excentricidad de 0,1943 y una inclinación orbital de 0,3932° grados. Emplea en completar una órbita alrededor del Sol 1514 días.

## Características físicas
Su magnitud absoluta es 14,7.